# 森美兰金群利金鹿
森美兰金群利金鹿（英語：NS Matrix Deers）為馬來西亞籃球隊，2015年在金群利集团创办人李典和的支助下成立，2022年12月球隊名加上「金鹿」兩字，2023年ABL邀請賽取代吉隆坡猛龙代表馬來西亞出賽。金群利以例行賽10勝4敗排名第四晉級季後賽，季後賽半決賽對上香港東方，最終金群利以0比2敗給香港東方止步於半決賽。金群利總經理受訪時表示若東南亞職業籃球聯賽獲得亞洲籃球總會的承認，ABL下個賽季金群利會繼續參加。

## 外部連結
- 森美兰金群利金鹿的Facebook專頁
- 森美兰金群利金鹿的Instagram帳戶